# Жуков, Вадим Юрьевич
Вади́м Ю́рьевич Жу́ков (18 апреля 1942, Тушна, Куйбышевская область — 6 августа 2009, Москва) — советский, российский испытатель парашютно-авиационной техники, Заслуженный парашютист-испытатель СССР (1985).

## Биография
Родился 18 апреля 1942 года в селе Тушна Сенгилеевского района (ныне — Ульяновской области).
С 1959 года занимался парашютным спортом в 1-м Московском городском аэроклубе.
В 1961—1964 годах проходил срочную службу в ВДВ.
С 1965 по март 1989 года — парашютист-испытатель НИИ парашютостроения. Участвовал в испытаниях 120 типов парашютных систем различного назначения, в том числе парашютов ПО-6 и ПСН-80. В 1965 году участвовал в установлении мирового парашютного рекорда. В 1972 года окончил Всесоюзный заочный институт текстильной и лёгкой промышленности. В августе 1982 года выполнил десантирование на восточную вершину Эльбруса (5621 м). В 1985 году Жукову одному из первых в стране присвоено почётное звание «Заслуженный парашютист-испытатель СССР» (нагрудный знак № 1).
Жил в Москве. С 1989 года работал ведущим инженером в НИИ парашютостроения, затем — на фирме «ПДС».
Выполнил 4500 парашютных прыжков (из них около 3700 — испытательных).
Умер 6 августа 2009 года. Похоронен в Москве, на Химкинском кладбище.

## Награды
- медаль «В ознаменование 100-летия со дня рождения Владимира Ильича Ленина»
- медаль «Ветеран труда»
- медаль «В память 850-летия Москвы»
- другие медали

## Почётные звания
- Заслуженный парашютист-испытатель СССР (16.08.1985)
- Мастер спорта СССР